# Dereçine, Sultandağı
Dereçine là một thị trấn thuộc huyện Sultandağı, tỉnh Afyonkarahisar, Thổ Nhĩ Kỳ. Dân số thời điểm năm 2011 là 2.257 người.